# Ruta 9 (Uruguai)
A Ruta 9 (também designada como Coronel Leonardo Olivera) é uma rodovia do Uruguai que liga o km 66 da Ruta 8 ao Chuy, passando pelos departamentos de Canelones, Maldonado e Rocha. Na fronteira com o Brasil, se conecta à BR-471.
Foi nomeada pela lei 14361, de 17 de abril de 1975, em homenagem a Leonardo Olivera, militar uruguaio que participou das lutas de independência de seu país. Assim como outras estradas importantes do país, seu km 0 referencial é a Praça de Cagancha, situada em uma importante zona da capital do país.